# Enno Fooken
Enno Fooken (* 21. Dezember 1926 in Berlin; † 16. Juni 2021) war ein deutscher Erziehungswissenschaftler.

## Leben
Er studierte evangelische Theologie in Berlin und Mainz und anschließend Pädagogik und Psychologie in Berlin, Bonn und Mainz. Er promovierte mit einer Arbeit über die Beziehungen und Auseinandersetzungen zwischen Schule, Kirche und Staat im 18. Jahrhundert. Von 1975 bis zu seiner Emeritierung 1992 lehrte er als Professor für Erziehungswissenschaft unter besonderer Berücksichtigung der Probleme verhaltensgestörter Kinder am damaligen Institut für Erziehungswissenschaft 2 – Sonderpädagogik, Prävention, Rehabilitation der Universität Oldenburg.

## Schriften (Auswahl)
- Die geistliche Schulaufsicht und ihre Kritiker im 18. Jahrhundert. Wiesbaden-Dotzheim 1967, OCLC 603772554.
- Grundprobleme der Sozialpädagogik. Eine Analyse ihrer theoretischen Aufgaben. Heidelberg 1973, ISBN 3-494-02026-4.
- Sprachprobleme der Pädagogik. Anregungen zum kritischen und sensiblen Gebrauch der pädagogischen Fachsprache. Oldenburg 1989.
- Zwanzig Jahre Sonderpädagogik an der Universität Oldenburg. Rückblicke, Einblicke, Ausblicke. Oldenburg 1995.